# NGC 4829
NGC 4829 је елиптична галаксија у сазвежђу Девица која се налази на NGC листи објеката дубоког неба.
Деклинација објекта је - 13° 44' 14" а ректасцензија 12h 57m 24,5s. Привидна величина (магнитуда) објекта NGC 4829 износи 14,8 а фотографска магнитуда 15,8. NGC 4829 је још познат и под ознакама NPM1G -13.0404, PGC 44299.